# Uros Vasic
Uros Vasic (* 25. Oktober 2001 in Brig-Glis) ist ein Schweizer Fussballspieler. Er steht derzeit (November 2022) beim FC Thun unter Vertrag. Er ist serbischer Abstammung.

## Karriere

### Vereine
Vasic spielte in seiner Jugend zunächst für den FC Naters, bevor er in die Jugend des FC Thun wechselte. Am 1. September 2018 debütierte er für die Thuner U21-Mannschaft in der 1. Liga, der vierthöchsten Schweizer Spielklasse. Am 25. Mai 2019 wurde er erstmals in das Kader der ersten Mannschaft Thuns berufen, wurde jedoch nicht eingesetzt. Im Alter von 18 Jahren unterschrieb er im Vorfeld der Saison 2019/20 einen Profivertrag beim FC Thun und wurde fest in das Kader der ersten Mannschaft integriert. Daraufhin debütierte er am 28. Juli 2019 bei einem 0:0 gegen den FC Lugano in der Super League und absolvierte somit seinen ersten Profieinsatz. Am Ende der Saison 2019/20, in der er in 12 Ligaspielen zum Einsatz kam, stieg er mit Thun in die zweitklassige Challenge League ab.
In der Winterpause der Saison 2021/22 wurde Vasic bis Saisonende an seinen Jugendverein FC Naters verliehen, um mehr Spielpraxis zu sammeln. Nach Abschluss der Leihe kehrte er zum FC Thun zurück.

### Nationalmannschaft
Der Flügelspieler absolvierte insgesamt 23 Spiele für mehrere Junioren-Nationalmannschaften des SFV: Fünfmal kam er für die U16, achtmal für die U17 sowie jeweils fünfmal für die U18 und U19 zum Einsatz.
Vasic gehörte dem Kader der Schweizer U17-Auswahl an, die bei der U-17-Fussball-Europameisterschaft 2018 antrat. Er wurde in zwei von drei Gruppenspielen eingewechselt, sein Team konnte sich jedoch als Drittplatziertes der Gruppe A nicht für die K.-o.-Phase qualifizieren.